# 落地金钱
落地金钱（学名：Habenaria aitchisonii）为兰科玉凤花属下的一个种。

## 扩展阅读
- 維基物種上的相關：落地金钱